# Hans Sievert
Ernst Johannes „Hans“ Sievert (* 3. Juni 1880 in Dresden; † 21. Juni 1956 in Marburg) war ein deutscher Verwaltungsjurist in Sachsen.

## Leben
Sievert war Sohn eines Fabrikbesitzers. Er studierte an der Ruprecht-Karls-Universität Heidelberg und der Philipps-Universität Marburg Rechtswissenschaft. Am 8. Juni 1901 wurde er im Corps Teutonia zu Marburg recipiert. Er zeichnete sich als Fuchsmajor, Subsenior und Senior aus. Als Inaktiver wechselte er an die heimatliche Universität Leipzig. Er bestand 1904 das Referendarexamen und wurde 1907 zum Dr. iur. promoviert. Seit 1908 Assessor, trat er in den Verwaltungsdienst des Königreichs Sachsen. 1913 wurde er in seiner Vaterstadt Regierungsamtmann. Zu Beginn des Ersten Weltkriegs diente er 1914/15 in der Sächsischen Armee, zuletzt als Hauptmann d. R. 1916 kam er als Regierungsrat zur  Amtshauptmannschaft Meißen, deren Leitung er 1919 übernahm. Ab 1924 leitete er die Amtshauptmannschaft Kamenz, ab 1928 die Amtshauptmannschaft Bautzen. 1938–1945 war er Regierungsvizepräsident im Regierungsbezirk Zwickau. Im Jahr 1944 übernahm er zusätzlich vertretungsweise die Leitung des Landkreises Zwickau. Sein Corps wählte ihn am 18. Juli 1954 zum Ehrenmitglied. Verheiratet war er seit 1911 mit Louise Abée aus Marburg. Aus der Ehe gingen vier Töchter und ein Sohn hervor.